# زردپره کابانیس
زردپره کابانیس (نام علمی: Emberiza cabanisi) نام یک گونه از سرده زردپره‌های معمولی است.